# Теодор Винчић
Теодор Винчић (Београд, 1998) српски је глумац.

## Каријера
Глуму је завршио на београдској Академији уметности, у класи Игора Ђорђевића и Милице Краљ. Прву телевизијску улогу остварио је у теленовели Истине и лажи, где је играо лик Букија. Појавио се и у серијама Група односно Убице мог оца. На почецима своје каријере играо је у више београдских позоришта. Милица Краљ му је поверила улогу робота Шиле у представи Ролеркостер, за коју је награђен на неколико позоришних фестивала. Винчић се исте године појавио као Гргин у серији Бунар, али и У клинчу у улози Макија домца. Снимио је дугометражне филмове Нећеш бити сама и Жал.
Од априла 2024. примљен је у стални ангажман у Југословенском драмском позоришту. Приликом обележавања дана те куће уручена му је Награда „Небојша Глоговац”.

## Улоге

### Позоришне представе
| Наслов                               | Улога              | Редитељ           | Позориште                       | Премијера          |
| ------------------------------------ | ------------------ | ----------------- | ------------------------------- | ------------------ |
| Фине мртве д(ј)евојке                | Ивица              | Патрик Лазић      | Београдско драмско позориште    | 23. новембар 2019. |
| Снежана и седам патуљака             | Плачиша            | Снежана Тришић    | Позориште „Бошко Буха”          | 13 октобар 2020.   |
| Бруклин и мачке у контејнерима       |                    | Андреја Каргачин  | Битеф театар                    | 25. мај 2021.      |
| Ролеркостер                          | Шила               | Милица Краљ       | Атеље 212                       | 24. март 2022.     |
| Представа Хамлета у селу Мрдуша Доња | Букара             | Милица Краљ       | Театар Вук                      | 20. мај 2022.      |
| Светионик                            | Средњи бродоломник | Иван Вања Алач    | Академско позориште „Промена”   | 16. март 2023.     |
| Губитник                             | Глeн Гулд          | Наташа Радуловић  | Југословенско драмско позориште | 27. мај 2023.      |
| Лимени добош                         |                    | Васил Христов     | Југословенско драмско позориште | 8. децембар 2023.  |
| Сирано                               | Монфлeри / Калуђeр | Горчин Стојановић | Југословенско драмско позориште | 19. март 2024.     |

### Филмографија
|                   | 2010▼ | 2020▼ | Укупно |
| ----------------- | ----- | ----- | ------ |
| Дугометражни филм | 0     | 2     | 2      |
| ТВ филм           | 0     | 0     | 0      |
| ТВ серија         | 2     | 5     | 7      |
| Кратки филм       | 1     | 0     | 1      |
| Укупно            | 3     | 7     | 10     |

| Год.       | Назив                  | Улога         |
| ---------- | ---------------------- | ------------- |
| 2010-е▲    |                        |               |
| 2014.      | 13 (кратки филм)       |               |
| 2017-2018. | Истине и лажи (серија) | Буки          |
| 2019.      | Група (серија)         | Сава Бубица   |
| 2020-е▲    |                        |               |
| 2022.      | Убице мог оца (серија) | Павле         |
| 2022.      | Нећеш бити сама        | Владимир      |
| 2022-2024. | У клинчу (серија)      | Маки домац    |
| 2022-2025. | Бунар (серија)         | Гргин         |
| 2023.      | Сунце мамино           |               |
| 2023.      | Друг Марко (серија)    | Бане Андрејев |
| 2023.      | Певачица (серија)      | Тип у тоалету |

## Награде и признања
| Година | Остварење                                                                                 | Награда |
| ------ | ----------------------------------------------------------------------------------------- | --- |
| 2022.  | Представа Хамлета у селу Мрдуша Доња                                                      | Награда за најбољег глумца на првом Позоришном академском фестивалу у Бањој Луци, у равноправној подели са Стефаном Старчевићем |
| 2022.  | Ролеркостер                                                                               | |
| 2022.  | Награда продуцентске куће ScoMediaSco за најбољу епизодну улогу на 67. Стеријином позорју | |
| 2022.  | Награда Златно зрно за глумачку бравуру на фестивалу „Буцини дани” у Александровцу        | |
| 2022.  | Награда Ардалион за најбољег младог глумца на Југословенском позоришном фестивалу         | |
| 2022.  | Награда Авдо Мујчиновић                                                                   | |
| 2024.  | Губитник                                                                                  | Награда „Небојша Глоговац” |
| 2024.  | Лимени добош                                                                              | Награда „Небојша Глоговац” |
| 2024.  | Сирано                                                                                    | Награда „Небојша Глоговац” |